# Ciudad Juárez
Ciudad Juárez, poznat u prošlosti kao Paso del Norte, je grad i sjedište općine Juárez u meksičkoj državi Chihuahua. Po procjeni, u Juárezu živi 1,5 milijun ljudi. El Paso i Ciudad Juárez čine drugo bi-nacionalno gradsko područje po veličini na granici Meksika i SAD-a (nakon San Diego Tijuane), sa stanovništvom od 3 milijuna ljudi.
Ciudad Juárez je jedan od najbrže rastućih gradova na svijetu unatoč tome što je nazvan najnasilnije područje na svijetu izvan ratnih zona u 2009. Godine 2001. Federalna Banka Dallasa je objavila izvještaj prema kojem je u Ciudad Juárezu prosječni godišnji rast u 10-godišnjem razdoblju 1990. – 2000. je 5,3%. Juárez je doživio mnogo veći rast stanovništva nego država Chihuahua i Meksiko zajedno.